# White Knoll
White Knoll es un lugar designado por el censo ubicado en el condado de Lexington en el estado estadounidense de Carolina del Sur. En el Censo de 2020 tenía una población de 7858 habitantes y una densidad poblacional de 491,12 habitantes por km². Fue incluido como CDP en el censo de 2020.

## Geografía
White Knoll se encuentra ubicado en las coordenadas 33°53′57″N 81°13′36″O / 33.89917, -81.22667. Según la Oficina del Censo de los Estados Unidos,  tiene una superficie total de 16 km², de la cual 15,85 km² corresponden a tierra firme y 0,15 km² a agua.